# Дивиш, Карел
Каре́л Ди́виш (чеш. Karel Diviš; род. 24 марта 1976 Ческа-Липа) — чешский предприниматель в области информационных технологий. В январе 2022 года заявил о намерении баллотироваться в президенты Чехии на президентских выборах 2023 года.

## Биография
Дивиш окончил факультет математики и физики и факультет социальных наук Карловом университете.

## Предпринимательская деятельность
В период с 1995 по 2016 год работал внешним редактором спортивной редакции Чешского телевидения, модератором освещал, например, зимние Олимпийские игры 2010 года в Ванкувере или чемпионат мира 2010 года по футболу. В 2001 году он основал компанию IDC-softwarehouse, которая создала первый билетный портал в Центральной и Восточной Европе Letuska.cz, сейчас работает во многих странах мира. Сегодня он занимается разработкой программного обеспечения, эксплуатацией центров обработки данных и управлением корпоративными информационными технологиями.

## Политическая деятельность
19 января 2022 года Дивиш выдвинул свою кандидатуру на выборы президента Чехии на основании сбора подписей граждан.
Его кандидатуру поддерживают, например, политик Йиржи Хонайзер, основатель команды Real TOP Praha Александр Смита или шеф-повар Йиржи Бабица, которые также помогали Дивишу в сборе подписей.
4 ноября 2022 года на своей пресс-конференции Дивиш заявил, что ему удалось собрать 60 000 подписей граждан.
Министерство внутренних дел его кандидатуру 25 ноября 2022 года не зарегистрировало, поскольку после отбраковки недействительных подписей граждан их общее количество составило примерно 49 884, и таким образом, ему было отказано в выдвижении кандидатуры только по 116 подписям. Дивиш обжаловал решение Министерства внутренних дел.
13 декабря 2022 года Высший административный суд принял решение о дополнительной регистрации его списка кандидатов. Суд установил, что Министерство внутренних дел неправильно оценило как минимум 34 записи. С учётом этих записей средний уровень ошибок снизился настолько, что список кандидатов Дивиша поддержали не менее 50 007 граждан.

## Политические взгляды
Карел Дивиш поддерживает членство Чехии в Европейском Союзе, хотя и критикует иногда несправедливое перераспределение субсидий, по его словам, бросить их было бы катастрофой. Он ни за, ни против принятия евро, но как президент он призвал бы к большему обсуждению его введения. Он заявил, что: Хорошо, что мы являемся частью НАТО, что особенно заметно после начала войны на Украине, но Чехия должна быть более обеспечена собственной обороной. Он поддерживает солидарность с украинскими беженцами, но предупреждает, что нельзя забывать о помощи чешскому народу. Он заявил, что считает запрет на владение оружием гражданскими лицами типичной чертой тоталитарных режимов, и как президент наложит вето на любые возможные ограничения законного владения оружием гражданскими лицами. В области энергетического кризиса он поддержал словацкое решение, то есть, что ČEZ будет производить электроэнергию, продавать её государственной компании, которая затем будет иметь возможность ограничивать цены для домохозяйств. Он поддержал бы реформу образования и децентрализацию Праги в пользу регионов. Он поддерживает повышение заработной платы учителей и представит Премию Президента Республики учителю года с денежным вознаграждением. Он хотел бы быть беспартийным президентом, не зависящим ни от одной политической партии.